# Otto Knye
Otto Knye (* 13. Januar 1920 in Steinach; † 18. Dezember 1993 in Berlin) war ein deutscher Oberst und Abteilungsleiter der Hauptverwaltung A (HVA) innerhalb des MfS, des Auslandsnachrichtendienstes der DDR.

## Leben
Knye, Sohn eines Arbeiters, erlernte nach dem Abschluss der Volksschule den Beruf des Fleischers. Nach dem Beginn des Zweiten Weltkriegs wurde er in die Wehrmacht eingezogen. 1945 geriet er in sowjetische Kriegsgefangenschaft, aus der er 1949 entlassen wurde. Während der Gefangenschaft besuchte er eine Antifa-Schule.
1949 kehrte Knye nach Thüringen zurück, wurde Mitglied der Sozialistischen Einheitspartei Deutschlands (SED) und als Lehrer an der Polizeischule in Prora Mitarbeiter der Deutschen Volkspolizei (DVP). 1950 ging er zum MfS.
Noch im selben Jahr wurde Knye Leiter der MfS-Kreisdienststelle in Grevesmühlen. Noch 1950 wurde er in die MfS-Landesverwaltung Mecklenburg berufen und wurde stellvertretender Leiter der Abteilung V, zuständig für den „Untergrund“. 1951 wechselte er in gleicher Funktion zur MfS-Landesverwaltung Berlin. 1953 wurde er Abteilungsleiter in der Hauptabteilung V, zuständig für den Staatsapparat und die Kirchen.
1956 ging Knye zur HVA, dem Auslandsnachrichtendienst der DDR in Ost-Berlin. Er wurde Abteilungsleiter in der HVA-Hauptabteilung II, zuständig für Militärspionage. 1959 stieg er zum Leiter der neugeschaffenen HVA-Abteilung IV, nunmehr zuständig für Militärspionage, auf. 
Von 1962 bis 1966 war Knye „für Sonderaufgaben“ von seinen Funktionen freigestellt. 1964 wurde er zum Oberst befördert. 1966 wurde er zum Operativstab beim stellvertretenden Minister für Staatssicherheit versetzt, dem er bis zu seiner Pensionierung 1982 angehörte.

## Ehrungen
- 1976 Vaterländischer Verdienstorden (DDR)